# Тихомир Иванов (футзал)
Вижте пояснителната страница за други личности с името Тихомир Иванов.
Тихомир Митков Иванов е български състезател по футзал.

## Биография
Роден на 10 октомври 1981 г. във Варна. Играч на ФК Одесос (Варна) от 2006 г. Предишни отбори: ФК Делфини, ФК МАГ (Варна). Иванов е част от Националния отбор по футзал на България.